# Rechnisaurus
Rechnisaurus is een geslacht van uitgestorven dicynodonten van de Yerrapalli-formatie uit het Midden-Trias (Anisien) van India. Het bevat als enige soort Rechnisaurus cristarhynchus.

## Geschiedenis
Rechnisaurus heeft een lange geschiedenis van verwarring met de veel meer wijdverbreide dicynodont Kannemeyeria. Rechnisaurus cristarhynchus werd oorspronkelijk in 1970 door Tapan Roy-Chowdhury beschreven als een nieuw geslacht en soort, op basis van fossielen uit India. De geslachtsnaam verwijst naar het dorp Rechni. De soortaanduiding betekent 'kamneus'. Het holotype is ISIR 37, een schedel.
Later in de jaren 1970 werden er nog meer exemplaren gevonden in Afrika (namelijk in de Ntawereformatie van Zambia en de Omingonde-formatie van Namibië) en toegewezen aan de soort. Deze Afrikaanse fossielen bleken erg op Kannemeyeria te lijken, dus werd Rechnisaurus omgedoopt tot een soort van Kannemeyeria, Kannemeyeria cristarhynchus, waarbij men dus vergat het geslacht van de soortaanduiding aan te passen. In 1989 werden de oorspronkelijke Indiase fossielen echter opnieuw vergeleken met Kannemeyeria en bleken ze verschillend te zijn, dus werd Rechnisaurus hersteld in een meer beperkte zin, met inbegrip van alleen de Indiase fossielen.
De Afrikaanse fossielen werden echter nog steeds vaak aangeduid als Kannemeyeria cristarhynchus, ondanks dat die soortnaam was gebaseerd op Rechnisaurus cristarhynchus, dat als een apart geslacht was vastgesteld. In 2003 werd de Afrikaanse soort Kannemeyeria omgedoopt tot Kannemeyeria lophorhinus.
Rechnisaurus cristarhynchus is ook gemeld uit de Manda Beds van Tanzania, hoewel de Tanzaniaanse fossielen opnieuw geëvalueerd moeten worden en waarschijnlijk niet verwant zijn aan Rechnisaurus. PVL 3963, een gedeeltelijke schedel van de Quebrada de los Fosiles-formatie van Argentinië, werd aanvankelijk aangeduid als Rechnisaurus en later aangewezen als een nieuwe soort van Kannemeyeria onder de soortnaam Kannemeyeria aganosteus.
Soorten van Shaanbeikannemeyeria zijn ook wel in Rechnisaurus geplaatst.